# Sax (Spagna)
Sax è un comune spagnolo situato nella comunità autonoma Valenciana.